# Schildausbau

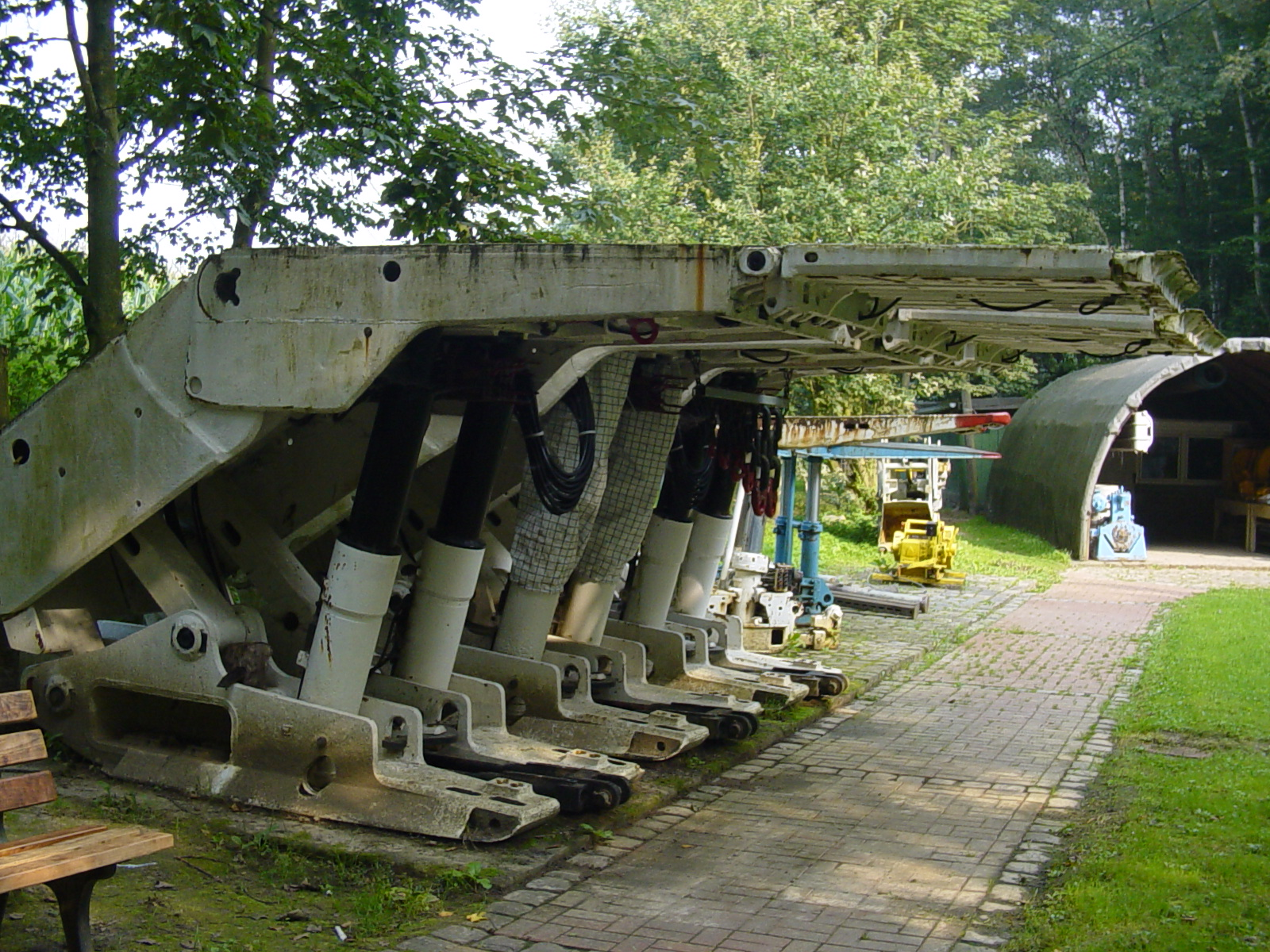
Schilde

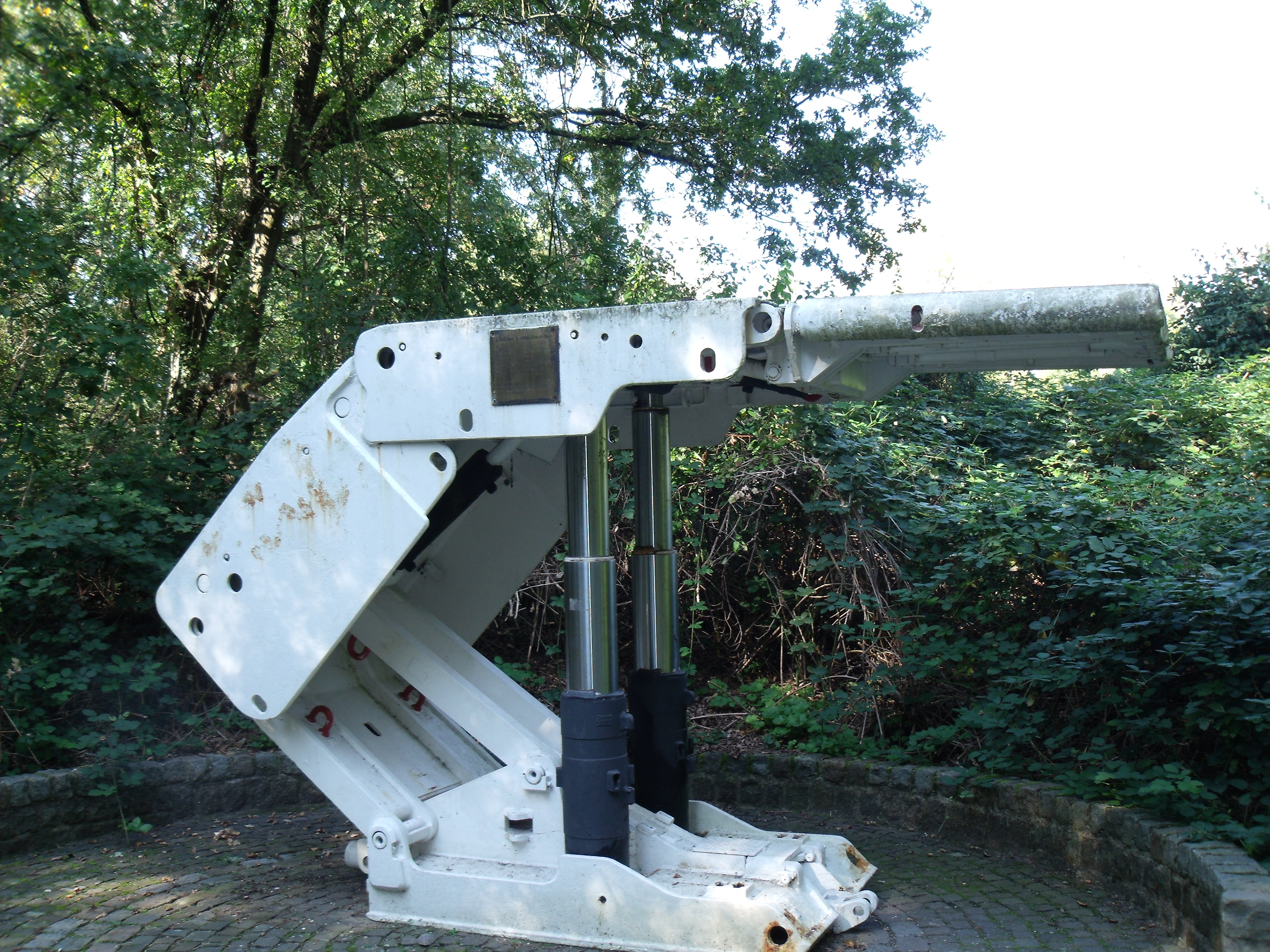
Zwei Hydraulikstempel zum Schildausbau

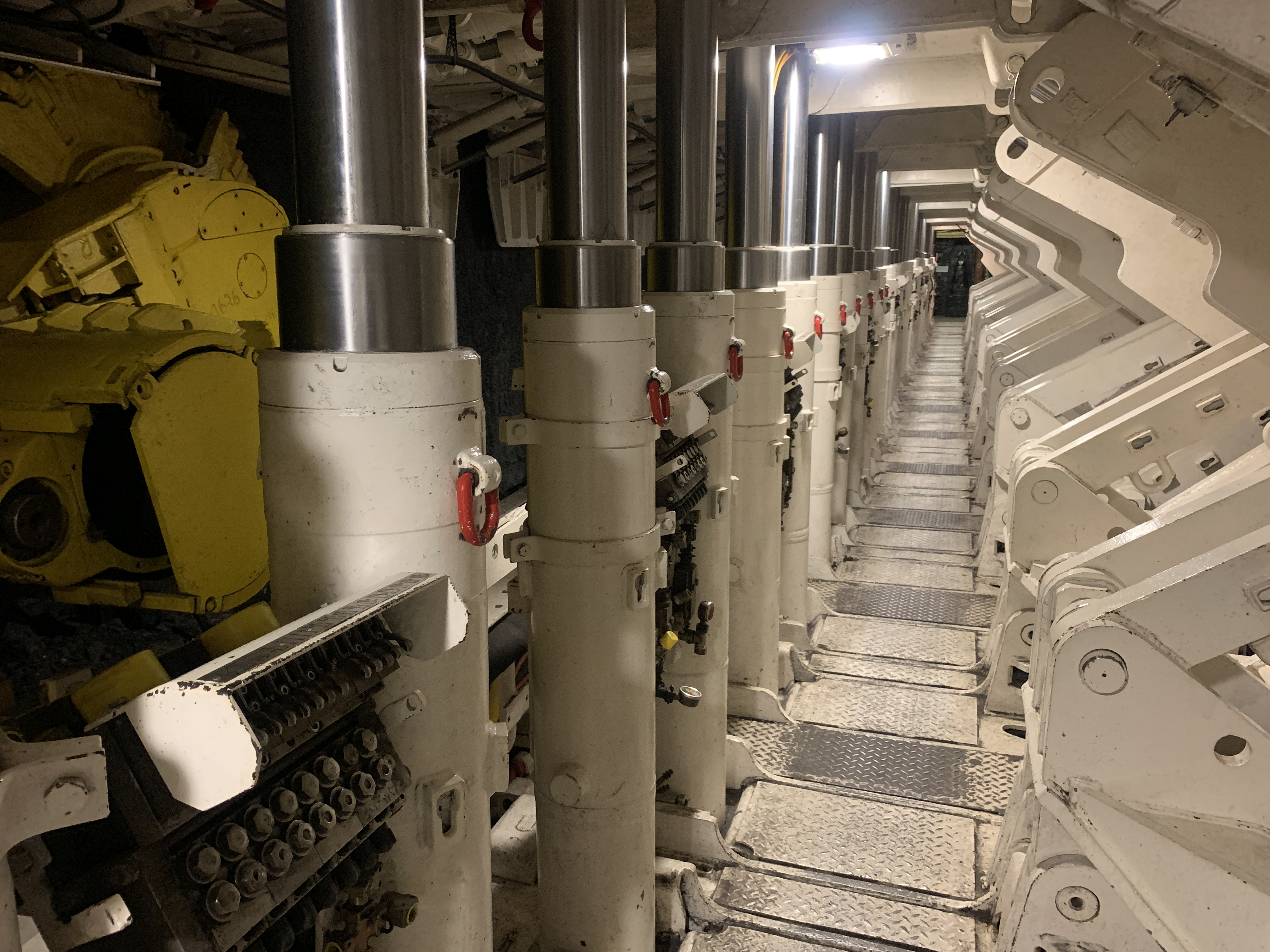
Schildausbau im Anschauungsbergwerk des Deutschen Bergwerks-Museums

Als Schildausbau wird ein hydraulisches System zum Strebausbau im untertägigen Kohlenbergbau bezeichnet. Der Schildausbau stützt im Strebbau die Abbaustelle gegen den Druck des andernfalls einbrechenden Hangenden und bewegt einen integrierten Kettenförderer mit einem darauf arbeitenden Kohlenhobel oder Walzenschrämlader im schreitenden Abbau durch geeignete Kohlenflöze.

## Geschichte
Vor der Automatisierung des Strebbaus wurden 40–80 kg schwere Stempel eingesetzt, die, dem Abbau folgend, mühsam manuell umgesetzt wurden. Heute ersetzt der hydraulische Ausbau die körperliche Arbeit, wobei in Deutschland 1971 nur 1 %, 1975 aber schon 80 % der Kohle mit Hilfe des hydraulischen Schildausbaus abgebaut wurde. Seit 1990 wird ausschließlich nach diesem Prinzip verfahren.

## Grundlagen
Beim untertägigen Kohleabbau entstehen Hohlräume, die gegen das darüberliegende Hangende abgestützt werden müssen, um Einbrüche zu verhindern. Der Schildausbau dient dem Schutz und der Sicherheit der Bergleute und Förderanlagen. Durch seine Bauweise wird eine vollständige Abschirmung des Strebraumes vor dem Hangenden, dem Liegenden und dem Bruchbereich erreicht. Gleichzeitig ermöglicht der Schildausbau wie alle Schreitausbauformen eine stempelfreie Abbaufront. Dies ermöglicht den Einsatz von Gewinnungsmaschinen im Strebbau. Der Schildausbau für einen Streb kostet je nach Ausführung mehrere Millionen Euro und ist dadurch bis zu zehnmal teurer als der Ausbau mit Einzelstempeln. Allerdings lassen sich mit dem Schildausbau hohe Strebleistungen und große Ausbaugeschwindigkeiten erzielen. Weltweit führende Anbieter von Schildausbautechnik sind Caterpillar und Joy Global.

## Aufbau

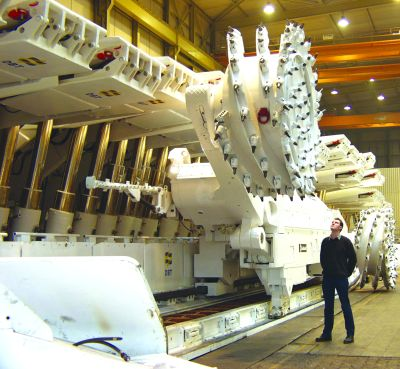
Hydraulische Schilde mit einem Walzenschrämlader auf einem Kettenförderer

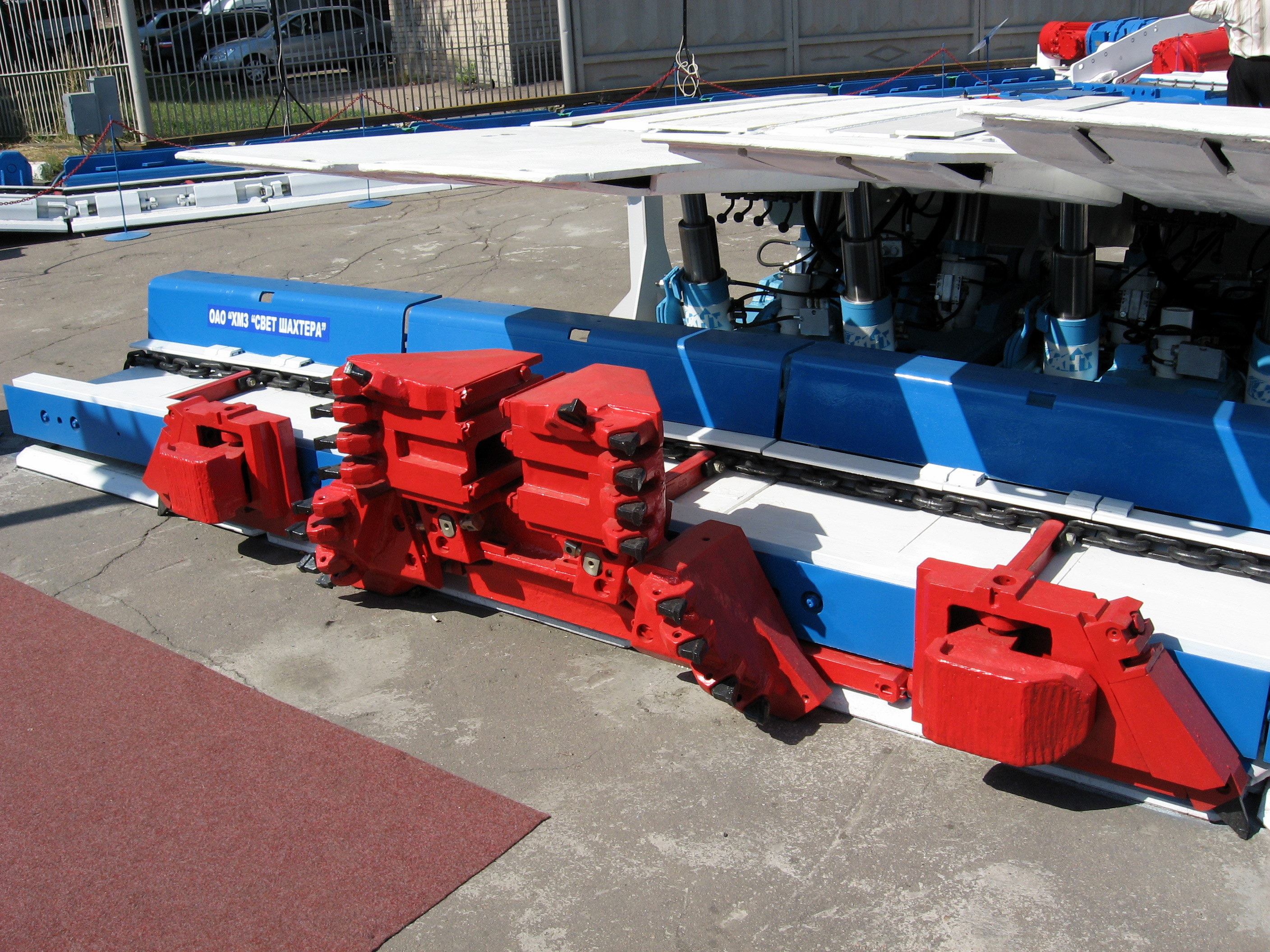
Schilde mit Kohlenhobel und Kettenförderer

Der Schildausbau besteht aus hydraulisch betätigten Schilden, also hydraulisch verstellbaren Stütz- und Schutzgeräten, auf Gleitkufen, deren oberer Teil schildartig geschlossen ist und das Hangende stützt. Ein typischer Schild ist ca. 1,5 Meter breit, hat ein Einzelgewicht von 30 bis 60 Tonnen und kann in der Höhe zwischen 0,65 und 4 Metern verstellt werden. Mächtigere Flöze erfordern größere Schildtypen, die weiter hochgefahren werden können. Damit der Schild bewegt werden kann, besitzt er ein Schreitwerk und einen Aushebezylinder, welcher die Kufenspitze aushebt. Dieses Schreitwerk ist mit dem Strebpanzer verbunden und zieht sich mit Hilfe des Schreitwerkzylinders weiter vor. Damit der Spalt zwischen Schilden abgedichtet werden kann, besitzt jeder Schild eine Spaltabdeckung, dies ist ein hydraulisch betätigtes Blech. Die Kappe im Bereich des Abbaustoßes wird auf die jeweilige Gewinnungsart abgestimmt. Entscheidend ist hierbei die Gestaltung der Schildkappe. Bei der schälenden Gewinnung mittels Kohlenhobel werden Schilde mit Schiebekappen verwendet. Bei der schneidenden Gewinnung mittels Walzenschrämlader werden Schilde mit Klappkappen verwendet.
Mehrere Schilde in Reihe folgen schreitend der Abbaumaschine und sichern damit den freigelegten Raum ab. Die Länge einer sogenannten Schildsäule kann, je nach Streblänge, zwischen 250 und 400 Meter betragen. Die Steuerung erfolgt hydraulisch, elektrohydraulisch oder elektrisch. Während vor den Schilden die Abbaumaschinen die Kohle Schicht für Schicht abbauen, rücken die Schilde automatisch vor. Ebenso wie die Abbaubedingungen im Steinkohlenbergbau variieren, so muss auch der Schildausbau an die jeweiligen Bedingungen angepasst sein, um eine maximale Leistung der Anlage zu erreichen. Die Bandbreite von Schildausbausteuerungen reicht von manuellen Hydrauliksteuerungen bis hin zur hoch entwickelten Strebautomatisierung, Überwachung und Ferndiagnose. Optimal abgestimmte elektrohydraulische Steuerungssysteme erreichen minimale Umsetz- und Rückzeiten.

## Funktion
Zum Bewegen der Schilde wird der Strebförderer als Widerlager genutzt, wobei die Schilde sich individuell absenken und an den Kettenförderer heranziehen, um sich dann nach einem Schritt nach vorne wieder an der Decke zu arretieren. Für den Setzvorgang werden Drücke von bis zu 400 Bar benötigt. Dabei leiten die Schilde eine Gewichtskraft von 850 Tonnen in das Gebirge ein. Sobald eine entsprechende Gruppe von Schilden diese Operation durchgeführt hat, wird der Kettenförderer an den Kohlenstoß geschoben, und die nächste Kohleschicht kann abgebaut werden. Hinter den Schilden gibt das Gebirge nach und bricht kontrolliert ein. Der Vorgang wiederholt sich, bis das Flöz abgebaut ist.

## Vorteile gegenüber anderem Strebausbau
Seit seiner Einführung wurde der Schildausbau kontinuierlich weiterentwickelt. So wurde unter anderem die Ausbaustützkraft erhöht und die Hydraulik verbessert. Auch wurde die Bruchabschirmung durch entsprechende Schildkappen optimiert und die Staubbekämpfung am Schildausbau wurde verbessert. Die Vorteile des Schildausbaus gegenüber anderen Arten des Strebausbaus sind zunächst einmal die sehr gute Hangend- und Bruchbeherrschung. Dies macht sich insbesondere bei gebrächem Hangenden bemerkbar. Weitere Vorteile sind die geringe Reparaturanfälligkeit und der einfache Aufbau des Schildausbaus. Auch beim Einbau und beim Rauben des Schildausbaus ist dieser gegenüber den anderen Ausbauarten im Vorteil.

## Typen
Im Laufe der Jahre wurden mehrere unterschiedliche Schildausbautypen entwickelt und eingesetzt. Für den Strebbereich wurden als Typen der Kreisbogenschildausbau, der Lemniskatenschildausbau, der Gelenkschildausbau und der Bockschildausbau entwickelt. Der Kreisbogenschildausbau stellt die erste Entwicklungsstufe beim Schildausbau dar. Als konstruktive Besonderheit bei diesem Schildausbautyp sind die Liegendkufe und das Bruchschild durch einen festen Gelenkpunkt verbunden. Bedingt durch diese Bauweise beschreibt die Hangendschildspitze bei Stempeleinschub durch Lastaufnahme und bei Mächtigkeitsänderungen einen Kreisbogen. Es gibt Kreisbogenschildausbau mit und ohne Förderertragrahmen. Der Kreisbogenschildausbau wurde weitestgehend durch den aus ihm weiterentwickelten Lemniskatenschildausbau ersetzt. Bei diesem Schildtyp wird eine bewegliche Doppelschwinge zwischen Liegendkufe und dem Bruchschild montiert. Dadurch wird bei Lastaufnahme des Stempels von der Hangendschildspitze eine fast bankrechte Bewegung auf einem Teil einer gedachten Lemniskate durchgeführt. Es gibt zwei Typen: Lemniskatenschildausbau mit Tauchkappe und Lemniskatenschildausbau mit Gelenkkappe. Der Bockschildausbau ist ein Schildausbau mit vier Hydraulikstempeln. Alle vier Stempel leiten ihre Stützkraft direkt ins Hangende. Für den Strebrandbereich gibt es spezielle Strebrandschilde. Diese Schilde sind so konstruiert, dass sie das Einbringen von Streckenbegleitdämmen ermöglichen.